# まんさい こうちまんがフェスティバル
まんさい こうちまんがフェスティバルは、高知県高知市で開催されている漫画・アニメ関連のイベント。

## 概要
四国最大の漫画イベントとして、2003年から開催。漫画以外にも、声優トークショーやアニメソングライブが展開される。

## 開催履歴
| 回数     | 開催年月日                    | 備考                               |
| -------- | ----------------------------- | ---------------------------------- |
| 第1回    | 2003年4月5日 - 4月6日[1]      |                                    |
| 第2回    | 2004年4月3日 - 4月4日[2]      |                                    |
| 第3回    | 2005年11月3日[3]              |                                    |
| 第4回    | 2006年11月3日 - 11月5日[4]    |                                    |
| 第5回    | 2007年11月3日 - 11月4日[5]    |                                    |
| 第6回    | 2008年11月2日 - 11月3日[6]    |                                    |
| 第7回    | 2009年11月7日 - 11月8日[7]    |                                    |
| 第8回    | 2010年11月6日 - 11月7日[8]    | 総入場者9,998人[9]                 |
| 第9回    | 2011年11月5日 - 11月6日[10]   | 総入場者7,813人[9]                 |
| 第10回   | 2012年11月3日 - 11月4日[11]   | 総入場者10,348人[9]                |
| 第11回   | 2013年11月2日 - 11月3日[12]   | 総入場者10,275人[13]               |
| 第12回   | 2014年11月1日 - 11月2日[14]   | 総入場者10,214人[15]               |
| 第13回   | 2015年11月7日 - 11月8日[16]   |                                    |
| 第14回   | 2016年10月29日 - 10月30日[17] |                                    |
| 第15回   | 2017年11月4日 - 11月5日[18]   |                                    |
| 第16回   | 2018年11月3日 - 11月4日[19]   |                                    |
| 第17回   | 2019年11月2日 - 11月3日[20]   |                                    |
| 第18回   | 2020年11月7日 - 11月8日[21]   | オンライン開催のみ                 |
| 第19回   | 2021年11月6日 - 11月7日[22]   | オンライン開催のみ                 |
| 第19.5回 | 2022年10月9日[23]             | オーテピア高知図書館にて開催[24]。 |
| 第20回   | 2023年11月4日 - 11月5日[25]   |                                    |